# 5264 Telephus
Az 5264 Telephus (ideiglenes jelöléssel 1991 KC) egy kisbolygó a Naprendszerben. Carolyn Shoemaker és Eugene Merle Shoemaker fedezte fel 1991. május 17-én.